# Colombia (wielerploeg)/2013
Deze pagina geeft de Colombia-wielerploeg van 2013 weer. Het team was dit seizoen een van de professionele continentale wielerploegen.

## Algemene gegevens
Sponsor: Wilier Triestina, Nalini
Algemeen manager: Claudio Corti
Ploegleider: Valerio Tebaldi, Oscar Pellicioli, Oliverio Rincon
Fietsmerk: Wilier Triestina

## Renners
| Naam                | Geboortedatum | Nationaliteit | Ploeg 2011                                    |
| ------------------- | ------------- | ------------- | --------------------------------------------- |
| Juan Esteban Arango | 09-10-1986    | Colombia      | Gobernación de Antioquia-Indeportes Antioquia |
| Darwin Atapuma      | 15-01-1988    | Colombia      |                                               |
| Edwin Ávila         | 21-11-1989    | Colombia      | Neo                                           |
| Alexis Camacho      | 20-06-1990    | Colombia      | Colombia-Claro                                |
| Robinson Chalapud   | 08-03-1984    | Colombia      |                                               |
| Esteban Chaves      | 17-01-1990    | Colombia      |                                               |
| Marco Corti         | 02-04-1986    | Italië        | Geox-TMC                                      |
| Fabio Duarte        | 11-06-1986    | Colombia      |                                               |
| Leonardo Duque      | 10-04-1980    | Colombia      | Cofidis                                       |
| Wilson Marentes     | 08-08-1985    | Colombia      |                                               |
| Dalivier Navarro    | 09-10-1985    | Colombia      |                                               |
| Jarlinson Pantano   | 19-11-1988    | Colombia      |                                               |
| Carlos Quintero     | 05-03-1986    | Colombia      |                                               |
| Duber Quintero      | 23-08-1990    | Colombia      | Neo                                           |
| Michael Rodríguez   | 29-07-1989    | Colombia      |                                               |
| Jeffrey Romero      | 04-10-1989    | Colombia      |                                               |
| Juan Pablo Suárez   | 30-05-1985    | Colombia      |                                               |
| Juan Pablo Valencia | 02-05-1988    | Colombia      |                                               |

## Belangrijke overwinningen

### Overwinningen
| Datum       | Wedstrijd                  | Winnaar        |
| ----------- | -------------------------- | -------------- |
| 02 augustus | 6e etappe Ronde van Polen  | Darwin Atapuma |
| 10 augustus | 1e etappe Ronde van de Ain | Leonardo Duque |
| 13 oktober  | GP Beghelli                | Leonardo Duque |

2012 · 2013 · 2014 · 2015